# Can Nofre
Can Nofre és una casa d'Amer (Selva) inclosa a l'Inventari del Patrimoni Arquitectònic de Catalunya.

## Descripció
Immoble de tres plantes cobert amb una teulada plana i aterressada. Està ubicat al costat dret de la plaça de Sant Miquel, però simultàniament fa cantonada a l'esquerra amb un petit i estret carreró.
La morfologia de l'edifici és bastant irregular i es deu al fet d'haver-se d'adaptar i alhora salvar, el desnivell existent del carrer.
La façana principal, que dona a la plaça, està estructurada internament en dues crugies. La planta baixa consta de dues obertures de similars característiques, ja que consten d'arc carpanell rebaixat i estan equipades amb muntants de pedra ben treballats i escairats. Difereixen únicament en la forma, ja que l'obertura petita és rectangular, mentre que la grossa és quadrangular.
En el primer pis trobem dues obertures: en primer lloc, una finestra rectangular amb llinda, muntants i ampit treballat. En segon lloc, una obertura rectangular equipada amb llinda i muntants de pedra i projectada com a balconada amb la seva barana de ferro forjat. Pel que fa al treball de la forja aplicat a la barana, cal dir que és bastant encertat com així ho demostra l'ornament de tall vegetal i floral.
Pel que fa al segon pis, tenim dues obertures rectangulars equipades amb llinda monolítica, muntants de pedra i ampit treballat.
Tanca la façana en la part superior, una cornisa sostentada per unes mènsoles molt austeres i sòbries.
Remata l'edifici una barana d'obra, que té com a matèria primera els maons i que actuaria com a ampit per la terrassa, en la qual podem contemplar una petita construcció que tot apunta a que es tractaria d'un petit altell.
En la façana trobem dues modalitats existents de pedra. Per una banda, tenim la pedra nomolítica o pedra calcària de Girona present en l'arc carpanell rebaixat i muntants del portal rectangular de la planta baixa; en els blocs cantoners de pedra que es prolonguen des de la base fins al coronament de l'edifici i en part dels muntants de la balconada del primer pis. Mentre que per l'altra, trobem la pedra sorrenca localitzada en l'arc carpanell rebaixat i muntants del portal quadrangular de la planta baixa i en les llindes, muntants i ampit de les quatre obertures que ocupen el primer i segon pis.

## Història
A simple vista, l'edifici ofereix un bon aspecte de conservació que es deu a les obres periòdiques de manteniment i acondicionament, les quals es deurien dur a terme a finals del segle passat. Contemplant fotografies antigues, com ara la de la fitxa del Servei de Patrimoni núm. 26.507, s'observa que totes les obertures van ser equipades amb llinda monolítica i muntants de pedra, a excepció del portal d'accés que ja en disposava en origen.